# Катастрофа DC-10 під Парижем
Катастрофа DC-10 під Парижем (також відома як Авіакатастрофа в Ерменонвіллі) — велика авіаційна катастрофа, що відбулася в неділю 3 березня 1974 року поблизу Парижа. Авіалайнер McDonnell Douglas DC-10-10 авіакомпанії «Turkish Airlines» виконував пасажирський рейс TK 981 за маршрутом Стамбул — Париж — Лондон, а на його борту перебували 12 членів екіпажу і 334 пасажири. За 6 хвилин після вильоту з Парижа на висоті 3500 метрів несподівано відкрилася одна з дверцят вантажного відсіку, що створило вибухову декомпресію, в результаті якої зруйнувалися системи управління. Лайнер перейшов в пікірування і за 1,5 хвилини на великій швидкості впав у лісі Ерменонвіль на північний схід від Парижа, при цьому був повністю зруйнований. Всі 346 осіб, які перебували на його борту загинули.

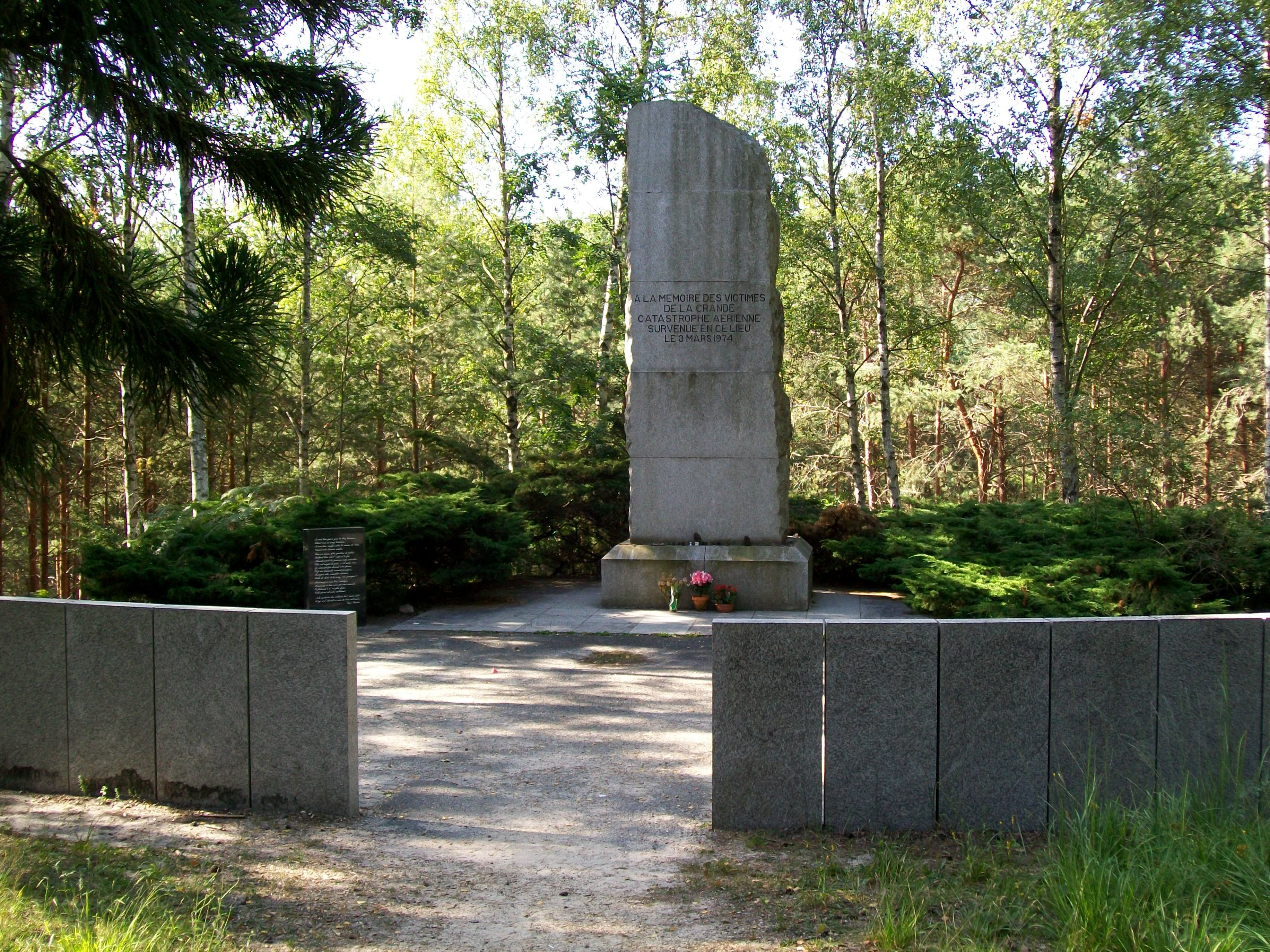
Меморіал рейсу 981

Це перша і найбільша катастрофа за участю DC-10. На момент події (на 1974 рік) була найбільшою авіаційною катастрофою в світі, на сьогодні (на 2020 рік) — четверта. Залишається найбільшою катастрофою одного літака, в якій ніхто не вижив.
В ході розслідування було встановлено, що причиною катастрофи стала недосконалість запірного механізму дверцят вантажного відсіку, які і відкрилися на великій висоті через різницю тисків.
В історії літака DC-10 це був вже другий аналогічний випадок після події двома роками раніше. В ході розслідування першого випадку слідча комісія зробила ряд рекомендацій по зміні конструкції літака з метою запобігти подібні події. Однак катастрофа під Парижем показала, що жодна з даних рекомендацій не була виконана.

## Рейс

### Літак
McDonnell Douglas DC-10-10 (реєстраційний номер TC-JAV, заводський 46704, серійний 029) випущений на заводі компанії «McDonnell Douglas» в Лонг-Біч (Каліфорнія, США) і свій перший політ здійснив 15 лютого 1972 року. Був 29-м літаком серії DC-10. Початковий бортовий номер літака був N1337U, з чого можна зробити висновок, що початковим замовником була американська авіакомпанія «United Airlines». Однак даній авіакомпанії літак так і не був переданий, а замість цього 10 грудня 1972 року ввійшов до флоту турецької авіакомпанії «Turkish Airlines», у зв'язку з чим був перереєстрований і отримав бортовий номер TC-JAV та ім'я «Ankara». Був оснащений трьома двоконтурними турбореактивними двигунами General Electric CF6-6D, розвивали силу тяги до 18 144 кгс кожен.
У трьох салонах літака розташовувалися 345 посадочних місць (12 першого класу і 333 економ-класу), у тому числі 86 місць розташовувалися в передньому салоні, 108 — в середньому, а 151 — в задньому. Остання інспекторська перевірка літака, в ході якої жодних неполадок виявлено не було, проводилася 21 січня 1974 року. На день катастрофи лайнер здійснив 1537 циклів «зліт-посадка» і налітав 2955 годин 52 хвилини, причому з моменту ремонту D — 486 годин 17 хвилин, а з моменту ремонту C — 81 година 34 хвилини.

### Екіпаж
Літаком керував досвідчений екіпаж, склад якого був таким:
- Командир повітряного судна (КПС) — 44-річний Нежат Беркоз (тур. Nejat Berkoz). Досвідчений пілот, проходив службу у ВПС Туреччини, пропрацював в авіакомпанії «Turkish Airlines» 6 років і 4 місяці (з 14 жовтня 1967 роки). Мав кваліфікацію для управління літаками Fokker F27 і McDonnell Douglas DC-9. На посаді командира McDonnell Douglas DC-10 —- з 8 березня 1973 року. Налітав 7003 години 10 хвилин (1392 години 10 хвилин з них вночі), 438 годин 15 хвилин з них на DC-10.[7]
- Другий пілот — 38-річний Орал Улусман (тур. Oral Ulusman). Досвідчений пілот, проходив службу у ВПС Туреччини (як і КПС), пропрацював в авіакомпанії «Turkish Airlines» 5 років і 11 місяців (з 23 березня 1968 року). Також мав кваліфікацію для управління літаками F-27 і DC-9. На посаді другого пілота DC-10 — з 8 березня 1973 року. Налітав 5589 годин 25 хвилин (1425 годин 10 хвилин з них вночі), 628 годин 5 хвилин з них на DC-10.[8]
- Бортінженер — 37-річний Ерхан Озер (тур. Erhan Ozer). До роботи в «Turkish Airlines» також проходив службу у ВПС Туреччини. На посаді бортінженера DC-10 — з 8 березня 1973 року. Налітав 2113 годин 25 хвилин (350 з них вночі), 775 годин 50 хвилин з них на DC-10.[9]

У салоні літака працювали 8 бортпровідників:
- Хайрі Тезджан (тур. Hayri Tezcan), 30 років — старший бортпровідник. У «Turkish Airlines» з 20 січня 1968 року. Налітав 4916 годин, 569 годин 30 хвилин з них на DC-10.
- Гулай Сонмез (тур. Gulay Sonmez), 21 рік. У «Turkish Airlines» з 18 серпня 1971 року. Налітала 1901 година 30 хвилин, 439 годин 25 хвилин з них на DC-10.
- Нілгун Йілмазер (тур. Nilgun Yilmazer), 23 роки. У «Turkish Airlines» з 11 травня 1972 року. Налітала 1028 годин 55 хвилин, 90 з них на DC-10.
- Сібель Захін (тур. Sibel Zahin), 22 роки. У «Turkish Airlines» з 11 травня 1972 року. Налітала 1262 години 15 хвилин, 494 години 50 хвилин з них на DC-10.
- Семра Хідір (тур. Semra Hidir), 20 років. У «Turkish Airlines» з 2 квітня 1973 року. Налітала 741 годину 45 хвилин, 74 години 50 хвилин з них на DC-10.
- Фатма Барка (тур. Fatma Barka), 25 років. У «Turkish Airlines» з 8 листопада 1971 року. Налітала 1465 годин 50 хвилин, 297 годин 40 хвилин з них на DC-10.
- Рона Алтінай (тур. Rona Altinay), 29 років. У «Turkish Airlines» з 11 січня 1967 року. Налітала 4456 годин, 387 годин 15 хвилин з них на DC-10.
- Айсе Біргіт (тур. Ayse Birgili), 22 роки. У «Turkish Airlines» з 1 вересня 1971 року. Налітала 1723 години 15 хвилин, 139 годин 5 хвилин з них на DC-10.

Також в пасажирському салоні летів 12-й член екіпажу — 45-річний наземний бортінженер Енгін Уджок (тур. Engin Ucok), який відповідав за наземне обслуговування літака на проміжних зупинках (навантаження і розвантаження багажу, заправка авіапалива) та замістив у даному рейсі свого колегу, що залишився в Стамбулі для перепідготовки.

### Пасажири і багаж
Максимальна злітна вага DC-10-10 складає 195 000 кг, а максимальна посадкова — 164 890 кг. Піщ час рейсу максимальна злітна вага була оціненена в 172 600 кг (164 890 + 7710). За первісними даними на борту авіалайнера перебували 306 дорослих пасажирів (249 чоловіків і 57 жінок), 6 дітей (від 2 років) і 1 немовля, тобто всього 313 чоловік, а незабаром був виявлений і первісно не врахований 314-й пасажир. З усіх цих 314 осіб 76 перебували в передньому салоні, 98 — в середньому, а 140 — у задньому. Таким чином, загальна розрахункова вага пасажирів становила 23 170 кг. Також в літак ще в Стамбулі було завантажено 2896 кг  багажу, який в чотирьох контейнерах був поміщений в передній вантажний відсік, а в Парижі були додатково завантажені ще 1525 кг, які помістили в центральний вантажний відсік, щоб уникнути зміни центрування літака. Задній вантажний відсік був зарезервований для штучного багажу, не упакованого в контейнери.
В останню хвилину були внесені зміни і додані ще 20 пасажирів, що призвело до зростання розрахункової ваги на 1480 кг, що однак не зробило помітного впливу на центрування. Таким чином, з 345 місць в пасажирському салоні були зайняті 332. Всього, за уточненими даними, на борту рейсу TK 981 перебувало 346 осіб: 334 пасажири (327 дорослих, 6 дітей і 1 немовля) і 12 членів екіпажу.
| Громадянство людей на борту | Громадянство людей на борту | Громадянство людей на борту | Громадянство людей на борту |
| Громадянство                | Пасажири                    | Екіпаж                      | Всього                      |
| --------------------------- | --------------------------- | --------------------------- | --------------------------- |
| Австралія                   | 2                           | 0                           | 2                           |
| Аргентина                   | 3                           | 0                           | 3                           |
| Бельгія                     | 1                           | 0                           | 1                           |
| Бразилія                    | 5                           | 0                           | 5                           |
| Велика Британія             | 177                         | 0                           | 177                         |
| В'єтнам                     | 1                           | 0                           | 1                           |
| Німеччина                   | 1                           | 0                           | 1                           |
| Індія                       | 2                           | 0                           | 2                           |
| Іран                        | 1                           | 0                           | 1                           |
| Іспанія                     | 1                           | 0                           | 1                           |
| Кіпр                        | 1                           | 0                           | 1                           |
| Марокко                     | 1                           | 0                           | 1                           |
| Нова Зеландія               | 1                           | 0                           | 1                           |
| Пакистан                    | 1                           | 0                           | 1                           |
| Сенегал                     | 1                           | 0                           | 1                           |
| США                         | 25                          | 0                           | 25                          |
| Туреччина                   | 44                          | 12                          | 56                          |
| Франція                     | 16                          | 0                           | 16                          |
| Швейцарія                   | 1                           | 0                           | 1                           |
| Швеція                      | 1                           | 0                           | 1                           |
| Японія                      | 48                          | 0                           | 48                          |
| Всього                      | 334                         | 12                          | 346                         |

Серед пасажирів на борту літака були:
- Джон Купер (англ. John Cooper), британський легкоатлет, дворазовий срібний призер Олімпійських ігор 1964 року.
- Вейн Вілкокс (англ. Wayne Wilcox), аташе з питань культури посольства США в Лондоні. Крім того, на борту перебували його дружина та двоє дітей.
- Гравці аматорської регбійної команди з Англії.
- 48 японських випускників вузів, які подорожували по Європі після закінчення навчання.